# Die Dienerin des verfluchten Kindes
Die Dienerin des verfluchten Kindes (jap. 呪い子の召使い Noroi Ko no Meshitsukai) ist eine Manga-Serie von Yuki Shibamiya, die von 2020 bis 2022 in Japan erschien. Das romantische Fantasy-Drama wurde ins Deutsche und Englische übersetzt.  

## Inhalt
Das 17 Jahre alte Mädchen Reneé verliert immer wieder ihre Arbeitsstelle. Denn sie ist unsterblich, weswegen ihre Arbeitgeber sie als verflucht ansehen, sie als zu seltsam empfinden und wieder kündigen. Dann findet sie eine neue Anstellung durch Herrn Guillaume, der für das Reich Gloire arbeitet. Er engagiert das Mädchen als Dienerin des Kronprinzen Albert. Der ist einsam, denn Albert wurde mit einem Fluch belegt: Alle, was er anfässt, ist dem Tod geweiht. Daher ist ihm Reneés außergewöhnliche Fähigkeit gerade recht. Nachdem er zunächst Angst hatte, auch sie umzubringen, gewinnt er mit der Zeit Vertrauen und kann den inzwischen schon verlernten Umgang mit anderen Menschen wieder üben.

## Veröffentlichung
Die Serie erschien zunächst in Einzelkapiteln im Magazin Hana to Yume. Sie startete im März 2020 und wurde im November 2022 abgeschlossen. Der Verlag Hakusensha brachte die Kapitel später gesammelt in neun Bänden heraus.
Eine deutsche Fassung erschien von Juni 2021 bis April 2024 bei Altraverse. Die Übersetzung stammt von Christina Rinnerthaler. Auf Englisch erschien der Manga bei Comikey.